# Stęszewko
Stęszewko ist ein Dorf der Gemeinde Pobiedziska im Powiat Poznański in der Woiwodschaft Großpolen im westlichen Zentral-Polen mit einem Schulzenamt. Der Ort befindet sich etwa 9 km nordwestlich von Pobiedziska und 23 km nordöstlich der Landeshauptstadt Poznań.

## Geographie
Der Ort grenzt an den Naturpark Puszcza Zielonka.

## Geschichte
Der Ort gehörte nach der Zweiten Teilung Polens 1793 zum Kreis Schroda und ab 4. Januar 1900 zum Kreis Posen-Ost. Das Gemeindelexikon für das Königreich Preußen von 1905 gibt für Stęszewko 23 bewohnte Häuser auf 447,8 ha Fläche an. Die 209 Bewohner, die sich aus 43 deutschsprechenden Protestanten, 166 polnischsprechenden Katholiken zusammensetzten, teilten sich auf 39 Mehrpersonenhaushalte und vier Bewohner mit eigenem Haushalt auf. Die evangelische Gemeinde gehörte zum Kirchspiel Pudewitz, die katholische zum Kirchspiel Wronczyn. Für den 1. Januar 1908 wird angegeben, dass er Teil des Polizeidistriktes Pudewitz war. 1910 hatte der Ort 219 Einwohner. Er wurde am 7. Mai 1912 von Stenszewko in Stenschewko umbenannt. Mit der Besetzung durch Deutschland im Zweiten Weltkrieg wurde der Ort in Walramsdorf umbenannt.
In den Jahren 1975 bis 1998 gehörte der Ort zur Woiwodschaft Posen. Zum Schulzenamt gehören auch die Orte Tuczno, Stęszewice, Siodłowo und Pruszewiec.